# Carlo Mombelli

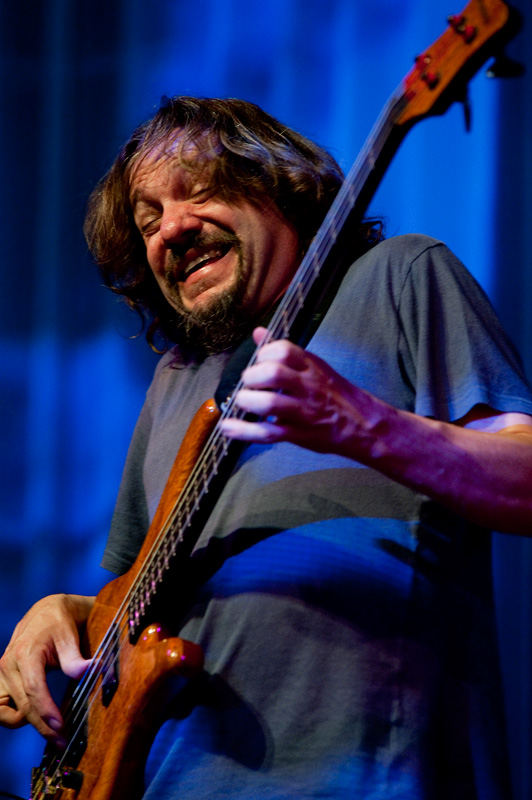
Carlo Mombelli, mœrs festival 2010

Carlo Mombelli (* 1960 in Pretoria) ist ein südafrikanischer Jazz-Bassgitarrist, Komponist, Bandleader und Musikpädagoge. 2008 wurde er für den SAMA (South African Music Awards) nominiert.

## Leben und Wirken
Mombelli lernte zunächst klassisches Klavier, bevor er mit 16 Jahren zum Bass wechselte. Auf diesem Instrument ist er Autodidakt. Seit er in den 1980er Jahren mit den südafrikanischen Musikern Johnny Fourie und Duke Makasi in der Formation Abstractions spielte, ist er als professioneller Musiker tätig. 1987 verließ er Südafrika; von Deutschland aus arbeitete er mit dem Velvet Blues Orchestra, Barbara Dennerlein, Mick Goodrick, Charlie Mariano, Peter O’Mara, Igor Flach, Erhard Dietl, Martin Kälberer, Sabina Sciubba und Wolfgang Haffner. Von 1995 bis 2000 war er Mitglied der brasilianischen Fusion-Band Raiz de Pedra, wo er auch mit Egberto Gismonti zusammenarbeitete (Diario de Bordo, 1995). In den späten 1990er Jahren spielte er in Thomas Zollers Ensemble Zollsound als Quartett mit Bill Elgart und Lee Konitz sowie dann im gleichnamigen Kammerensemble (Songs Closer to Silence, 2002). Sein erstes Album Bats in the Belfry nahm Mombelli 1996 mit Adrian Mears, Roberto di Gioia und Wolfgang Haffner beim Bayerischen Rundfunk auf. 1999 kehrte er in seine Heimat Südafrika zurück, wo er mit Marcus Wyatt, Tlale Makhena, Sibongile Khumalo, Johnny Fourie und Miriam Makeba arbeitete.
Bereits 1993 komponierte er Material für ein Tributalbum für den verstorbenen Bassisten Jaco Pastorius (Basstorius). In Deutschland schrieb er Auftragskompositionen für den WDR und den Bayerischen Rundfunk sowie Film- und Ballettmusik, etwa für den Zeichentrickfilm Ummemo. 2004 schrieb er Musik für Zim Ngqawana und dessen fünfzigköpfiges Orchester.
Mombelli arbeitet zunehmend im Grenzbereich zwischen Jazz und improvisierter Musik und bedient sich auch elektronischer Elemente. 2010 war er Artist in residence in Basel und trat mit seiner seit 2001 bestehenden Formation Prisoners of Strange auf dem Moers Festival auf. Seine Band mit Marcus Wyatt (Trompete), Siya Makuzeni (Gesang, Posaune) und Justin Badenhorst (Schlagzeug) beschreibt er selbst als spontaneous Freestyle Chamber Jazz Ensemble (etwa „spontanes Freistil-Kammerjazz-Ensemble“).
1998/99 hielt Mombelli Kurse am Richard-Strauss-Konservatorium in München; 2006 war er künstlerischer Leiter der Standard Bank National Youth Band. Von 2007 bis 2009 leitete er wöchentliche Workshops in Soweto und Mamelodi und unterrichtete Kinder auf selbstgebauten Instrumenten aus Recycling-Material. Gegenwärtig unterrichtet er an der University of the Witwatersrand in Johannesburg.

## Diskographische Hinweise
- Abstractions On the Other Side, (Shifty Records, 1987) mit Duke Makasi, Johnny Fourie, Jo Runde, Neill Ettridge
- Charlie Mariano/Carlo Mombelli Happy/Sad (ITM, 1990) mit Peter O’Mara, Bill Elgart
- Bats in the Belfry, (Baobab Art, 2000)
- When Serious Babies Dance (Instinct Africaine, 2003)
- Not So Strange (2006)
- I Stared Into My Head (2007)
- I Press My Spine to the Ground (Roastin' Records, 2016) mit Mabuso Khoza, Kyle Shepherd, Kesivan Naidoo